# Perkin Warbeck

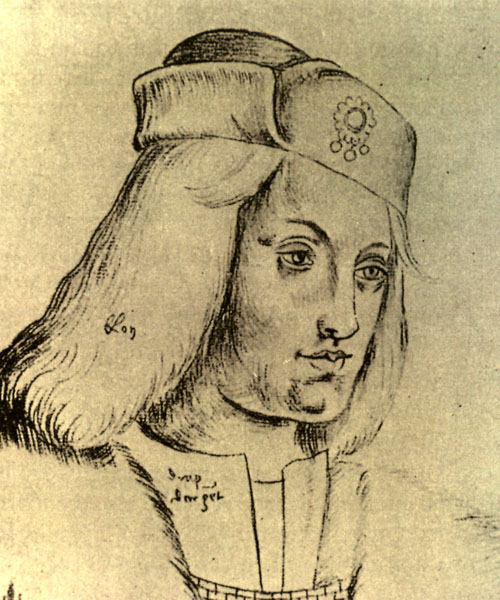
Zeitgenössische Darstellung Warbecks

Perkin Warbeck (* um 1474 in Tournai; † 23. November 1499 in Tyburn) trat von 1491 bis 1497 als Prätendent gegen den englischen König Heinrich VII. auf. Er war jedoch höchstwahrscheinlich ein Betrüger, der sich als Richard of Shrewsbury, 1. Duke of York, den jüngeren Sohn von Eduard IV., ausgab. 1497 musste sich Warbeck dem Tudor-König ergeben, der ihn 1499 hinrichten ließ.

## Leben
Perkin Warbeck kam um 1474 in Tournai als Sohn eines reichen Zollaufsehers zur Welt. Anhänger des Hauses York überredeten Warbeck, als er sich 1491 in der Stadt Cork in Irland aufhielt, als angeblicher Richard of York aufzutreten, der einst von König Richard III. in den Tower of London gesteckt und wohl 1483 ermordet worden war. Da dessen genaues Schicksal jedoch unbekannt blieb, konnte Warbeck behaupten, in Wirklichkeit der inhaftierte Prinz zu sein, der den Tötungsabsichten Richards III. entkommen sei und nun seinen Anspruch einfordere, englischer König zu werden.
Doch die Hoffnung, dass Warbeck in Irland dieselbe Unterstützung wie der vier Jahre zuvor auftretende Prätendent Lambert Simnel erhalten würde, erfüllte sich nicht. So kehrte Warbeck auf das europäische Festland zurück und wurde von der Vormundschaftsregierung um Karl VIII. von Frankreich freundlich empfangen. In Paris sammelten sich die vertriebenen Anhänger der Yorks um ihn. Aufgrund des vom französischen Hof mit Heinrich VII. von England am 3. November 1492 geschlossenen Friedens von Étaples musste Karl VIII. aber Warbeck seine Unterstützung entziehen, der nun in die Niederlande an den Hof Margaretas von York reiste. Diese war die Schwester König Eduards IV. von England und Witwe Karls des Kühnen, Herzog von Burgund. Sie bestätigte 1493 Warbecks angebliche Identität mit Richard von York und auch der römisch-deutsche König Maximilian unterstützte den jungen Schwindler, um Heinrich VII. politisch zu bedrängen. Warbeck erhielt sogar eine Einladung zur Beerdigung von Kaiser Friedrich III. in Wien, wo er als König Richard IV. von England anerkannt wurde. Heinrich VII. ließ einige hochrangige Mitverschwörer Warbecks, u. a. Sir William Stanley, nachdem deren Pläne aufgedeckt worden waren, als Hochverräter hinrichten.
Margareta von York half Warbeck, eine Expedition nach England auszurüsten. Am 3. Juli 1495 erschien er mit wenigen Schiffen an der Küste von Kent, doch wurden 150 seiner Männer schon vor der Landung getötet. Er segelte nun nach Irland, wurde dort vom 10. Earl of Desmond unterstützt und belagerte Waterford. Er traf jedoch erneut auf Widerstand und floh nach Schottland. Dessen König Jakob IV. empfing ihn ehrenvoll und gestattete ihm u. a. die Hochzeit mit seiner Cousine, Lady Catherine Gordon, Tochter des 2. Earl of Huntly. Weil Heinrich VII. mit Herzog Philipp dem Schönen von Burgund aber inzwischen ein Abkommen geschlossen hatte, keine Exilierten und Rebellen des jeweils anderen Staates im eigenen Land zu dulden, war für Warbeck nun die Unterstützung aus Flandern verloren.
Im September 1496 griffen die Schotten England an, kamen aber nicht über einen Grenzkrieg hinaus. Das einzige Ergebnis dieser Handlung war ein Anstieg der englischen Kriegssteuern, der die Rebellion in Cornwall im folgenden Jahr auslöste. König Jakob IV. wollte daraufhin Warbeck loswerden, der nach Waterford zurückkehrte, das er erneut zu belagern versuchte. Dieses Mal dauerte die Belagerung nur 11 Tage, ehe er gezwungen war, aus Irland zu fliehen. Dabei wurde er von vier englischen Schiffen verfolgt. Laut manchen Quellen verfügte Warbeck zu dieser Zeit nur über 120 Männer auf zwei Schiffen.
Am 7. September 1497 landete Warbeck in Cornwall, in der Hoffnung, aus dem Ärger der Einwohner nach der niedergeschlagenen Rebellion, die nur drei Monate vorher stattgefunden hatte, Kapital zu schlagen. Er wurde in Cornwall freundlich empfangen und als Richard IV. anerkannt. Mit einem kornischen Heer von 6000 Mann marschierte er über Exeter in Richtung Taunton. Als er aber vom Herannahen von Giles Daubeney, einem Feldherrn Heinrichs VII. erfuhr, geriet er in Panik, verließ seine Armee und versteckte sich in Beaulieu Abbey in Hampshire, wo er sich ergab. Am 4. Oktober 1497 kam der englische König in Taunton an, erhielt die Nachricht von der Kapitulation der kornischen Streitkräfte und ließ die Rädelsführer hinrichten.
In London musste Warbeck seine wahre Identität bekennen, durfte aber anfangs unter der Obhut einiger Wächter in lockerer Haft am Königshof leben. Nach einem missglückten Fluchtversuch kam er in den Tower, wo er gemeinsam mit einem echten Vertreter des Hauses York, Edward of York, 17. Earl of Warwick, interniert war. Bald danach wurden die beiden Gefängnisinsassen und weitere Mithäftlinge der Teilnahme an einer Verschwörung angeklagt. Warbeck wurde als Verräter in Tyburn gehängt; auch Edward von Warwick verlor sein Leben.
Warbeck ähnelte angeblich in der äußeren Erscheinung Eduard IV. Dies hat zur Spekulation geführt, ob er vielleicht Eduards illegitimer Sohn oder doch zumindest mit dem Haus York verwandt gewesen sein könnte.

## Nachleben
Im Jahr 1830 veröffentlichte Mary Shelley den historischen Roman The Fortunes of Perkin Warbeck, der Warbecks Biographie zum Thema hatte.
Eine deutsche Übersetzung von Nadine Erler erschien 2023.
Friedrich Schiller arbeitete ab etwa 1799 bis zu seinem Tod 1805 wiederholt an einem Dramen-Entwurf über Warbeck, unterbrach die Arbeit daran jedoch immer wieder zugunsten anderer Werke. Von dem Entwurf sind nur Fragmente des ersten Akts erhalten.